# Pristomyrmex castor
Pristomyrmex castor är en myrart som beskrevs av Horace Donisthorpe 1944. Pristomyrmex castor ingår i släktet Pristomyrmex och familjen myror. Inga underarter finns listade i Catalogue of Life.